# Neuromedinski U receptor
Neuromedinski U receptori su G protein spregnuti receptori koji vezuju neuropeptidne hormone neuromedin U i neuromedin S. Postoje dva tipa neuromedin U receptora, koji su kodirani zasebnim genima.

## Selektivni ligandi
Neuromedin U je agonist NMU1 i NMU2 tipa, dok je neuromedin S selektivan za NMU2, i on je potentniji agonist od neuromedina U. Nekoliko drugih peptidnih i ne-peptidnih liganda NMU receptora je takođe poznato.

### Agonisti
Neselektivni
- Neuromedin U
- ne-peptidni NMU modulatori[4][5]

NMU2 selektivni
- Neuromedin S

### Antagonisti
NMU2 selectivni
- [6]

## Literatura
1. ↑  Brighton PJ, Szekeres PG, Willars GB (2004). „Neuromedin U and its receptors: structure, function, and physiological roles”. Pharmacological Reviews. 56 (2): 231—48. PMID 15169928. doi:10.1124/pr.56.2.3.
2. ↑  Mitchell J, Maguire J, Davenport A (2009). „Emerging pharmacology and physiology of neuromedin U and the structurally related peptide neuromedin S”. British Journal of Pharmacology. 158 (1): 87—103. PMC 2795236 . PMID 19519756. doi:10.1111/j.1476-5381.2009.00252.x.
3. ↑  Peier A, Kosinski J, Cox-York K, Qian Y, Desai K, Feng Y, Trivedi P, Hastings N, Marsh DJ (2009). „The antiobesity effects of centrally administered neuromedin U and neuromedin S are mediated predominantly by the neuromedin U receptor 2 (NMUR2)”. Endocrinology. 150 (7): 3101—9. PMC 2703546 . PMID 19324999. doi:10.1210/en.2008-1772.
4. ↑  Meng T, Su HR, Binkert C, Fischli W, Zhou L, Shen JK, Wang MW (2008). „Identification of non-peptidic neuromedin U receptor modulators by a robust homogeneous screening assay”. Acta Pharmacologica Sinica. 29 (4): 517—27. PMID 18358099. doi:10.1111/j.1745-7254.2008.00769.x.
5. ↑  Kajino M, Hinuma S, Tarui N, Yamashita T, Nakayama Y. Receptor regulators. European Patent EP 1559428 A1. Published 03.08.2005
6. ↑  Liu JJ, Payza K, Huang J, Liu R, Chen T, Coupal M, Laird JM, Cao CQ, Butterworth J, Lapointe S, Bayrakdarian M, Trivedi S, Bostwick JR (2009). „Discovery and pharmacological characterization of a small-molecule antagonist at neuromedin U receptor NMUR2”. The Journal of Pharmacology and Experimental Therapeutics. 330 (1): 268—75. PMID 19369576. doi:10.1124/jpet.109.152967.

## Spoljašnje veze
- „Neuromedin U Receptors”. IUPHAR Database of Receptors and Ion Channels. International Union of Basic and Clinical Pharmacology. Архивирано из оригинала 03. 03. 2016. г.
- Neuromedin+U+Receptor на 